# Burnside River
Burnside River är ett vattendrag i Kanada.   Det ligger i territoriet Nunavut, i den centrala delen av landet, 3 000 km nordväst om huvudstaden Ottawa.